# Casa de Zorrilla
La Casa de Zorrilla en Valladolid, comunidad autónoma de Castilla y León, (España) es el inmueble en el que nació el poeta romántico el 21 de febrero de 1817.

## Historia y descripción
Se trata de una casa alquilada por los padres de José Zorrilla al Marqués de Revilla y está situada en la calle Fray Luis de Granada. En ella vivió Zorrilla durante los siete primeros años de su vida y, brevemente, a su vuelta a Valladolid en 1866 tras su regreso de México.
Tras su muerte, el Ayuntamiento de Valladolid decidió adquirir el inmueble para honrar la memoria del poeta, convirtiéndola en casa museo. La planta baja fue habilitada como biblioteca gracias a la labor de Narciso Alonso Cortés, importante estudioso de la obra de José Zorrilla. En 1895 se colocó en su fachada una lápida conmemorativa con un busto del poeta, obra del escultor Pastor Valsero con la inscripción:

Aquí nació el eminente poeta
D. José Zorrilla
Año de 1817

La casa es de aspecto y estructura sencilla, consta de dos plantas, sótano y jardín. En ella se conservan algunos muebles originales del poeta, como su escritorio, que fueron donados por su viuda. El amueblamiento de la casa pretende recoger el ambiente de la época en la que desarrolló su vida el poeta.
Entre las pinturas que decoran las paredes del piso principal figuran un gran cuadro titulado La llegada al campamento obra del granadino Ruiz de Valdivia, que representa una escena de guerra carlista; una Vista de Sevilla, atribuida al pintor Rafael Romero Barros; Don Quijote enfermo del vallisoletano Miguel Jadraque, realizado en 1905; un retrato del poeta pintado por Ángel Díaz Sánchez y otro lienzo en el que se muestra el aspecto exterior de la iglesia de La Antigua antes de restauración, pintado en 1876 por Santos Tordesillas.
Entre los recuerdos personales de Zorrilla destaca la mascarilla funeraria que obtuvo de su rostro el escultor Aurelio Rodríguez-Vicente Carretero y que fue utilizada para la realización del monumento al poeta que se encuentra en la Plaza de Zorrilla de Valladolid.